# ハーネルMP28短機関銃
MP28は、ヴァイマル共和政時代のドイツで開発された短機関銃である。第一次世界大戦末期に開発されたMP18を原型とする。

## 開発

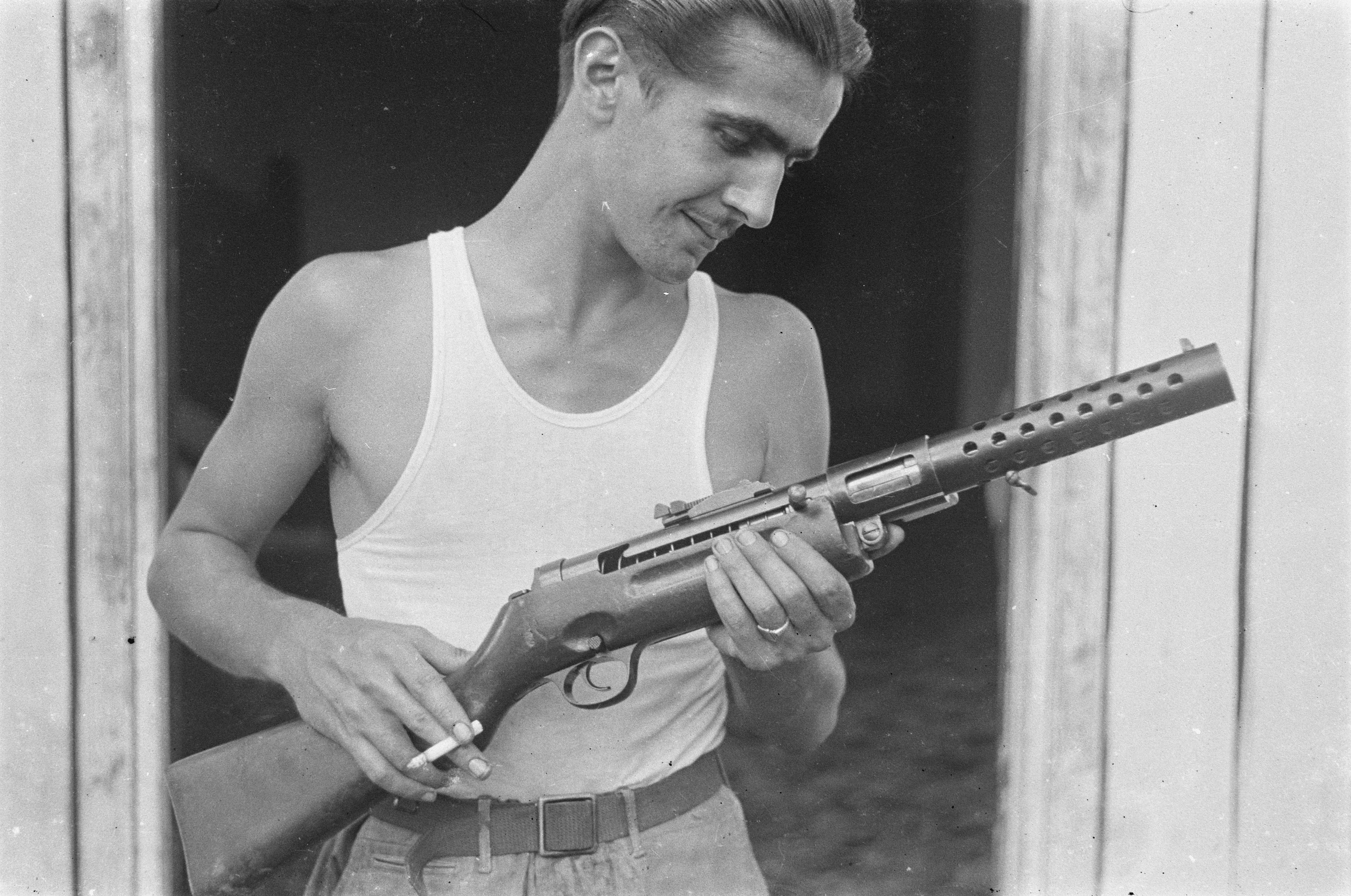
MP28を手にするオランダ兵（1947年）。MP18と比較した際の外見上の特徴として、引金の上のクロスボルト式セレクター、小銃と同型式のタンジェントサイトが確認できる

第一次世界大戦中の1915年までに、ドイツ陸軍は西部戦線の膠着を打破するべく浸透戦術の研究に着手し、これを実行するための専門部隊として突撃大隊（Stoßtruppen）の編成が行われた。陸軍では、この部隊が従事するであろう迅速な攻撃と接近戦に適した、新しい軽量火器が必要とされた。これに基づきベルクマン社のヒューゴ・シュマイザーらが設計したのがMP18短機関銃である。
敗戦後、ヴァイマル共和政下のドイツでは、ヴェルサイユ条約によって軍備を厳しく制限された。短機関銃については条約の中で直接言及されていなかったものの、軍への配備の制限対象である軽機関銃や自動小銃に該当しうると考えられた。
ドイツ国内での短機関銃製造販売が困難になったベルクマン社は、スイスのスイス工業社（SIG）とライセンス契約を結んだ。SIGが1920年から1927年にかけて製造したモデルは、SIG M1920やベルクマン特許型（Brevet Bergmann）などと呼ばれ、箱型弾倉のほかに100mから1000mまで調整できるタンジェントサイトなどの改良が加えられていた。この契約の直後、シュマイザーはベルクマン社を退職してハーネル社に移り、独自にMP18用の箱型弾倉の開発を行った。これは弾倉口と弾倉のセットで、銃自体の新規製造は行われず、既存のMP18の取り付け改修のみ行った。9mm以外の様々な弾薬にも容易に転換可能な設計とされていた。刻印は戦時中と同じMP.18,Iの下に、一連の改良の名称であるシステム・シュマイザー（System Schmeisser）の文字が加えられた。諸外国あるいはドイツ各地の警察組織への販売が想定されていたが、財政難のためにドイツ軍部は採用を見送り、結局は財政的に余裕のある一部の州警察が採用するに留まった。そのため、旧式のスネイル・マガジン仕様のまま1940年代まで使われたMP18も多かった。
Maschinenpistole 28,II、すなわちMP28,IIは、システム・シュマイザーの設計を元にしつつ、シュマイザー自身が設計したMP18の改良型である。外見上はMP18とよく似ていたが、給弾にはMP18用システム・シュマイザーと同様の20/32連発箱型複列弾倉を用い、給弾口は機関部と直交するようになった。銃床は木製で基本的な形状に変更は無いが、セミ/フルオート射撃を切り替えられるセレクティブ・ファイア機能が追加されたため、引き金の上にクロスボルト式のセレクターが設けられている。後退したボルトを前進させるメインスプリングには、MP18では細いものが使われていたのに対して、屈曲しにくい大径のものに変更された。照門はSIG M1920と同様、1000mまで照準距離を調整できるようになった。
シングルフィード式の弾倉が採用された理由は、ダブルフィード式では多重給弾による動作不良のおそれがあるとされたことに加え、当時モーゼル社が着脱弾倉式C96拳銃を試作するためにダブルフィード式弾倉の特許を取得しており、これを設計に取り入れるとロイヤリティの支払いが必要になる可能性があったことに由来するという。この弾倉の基本的な構造は、MP38/40などのドイツ製短機関銃、あるいはステンガンのようにMP28の影響を受けた諸外国の短機関銃でも踏襲された。

## 運用

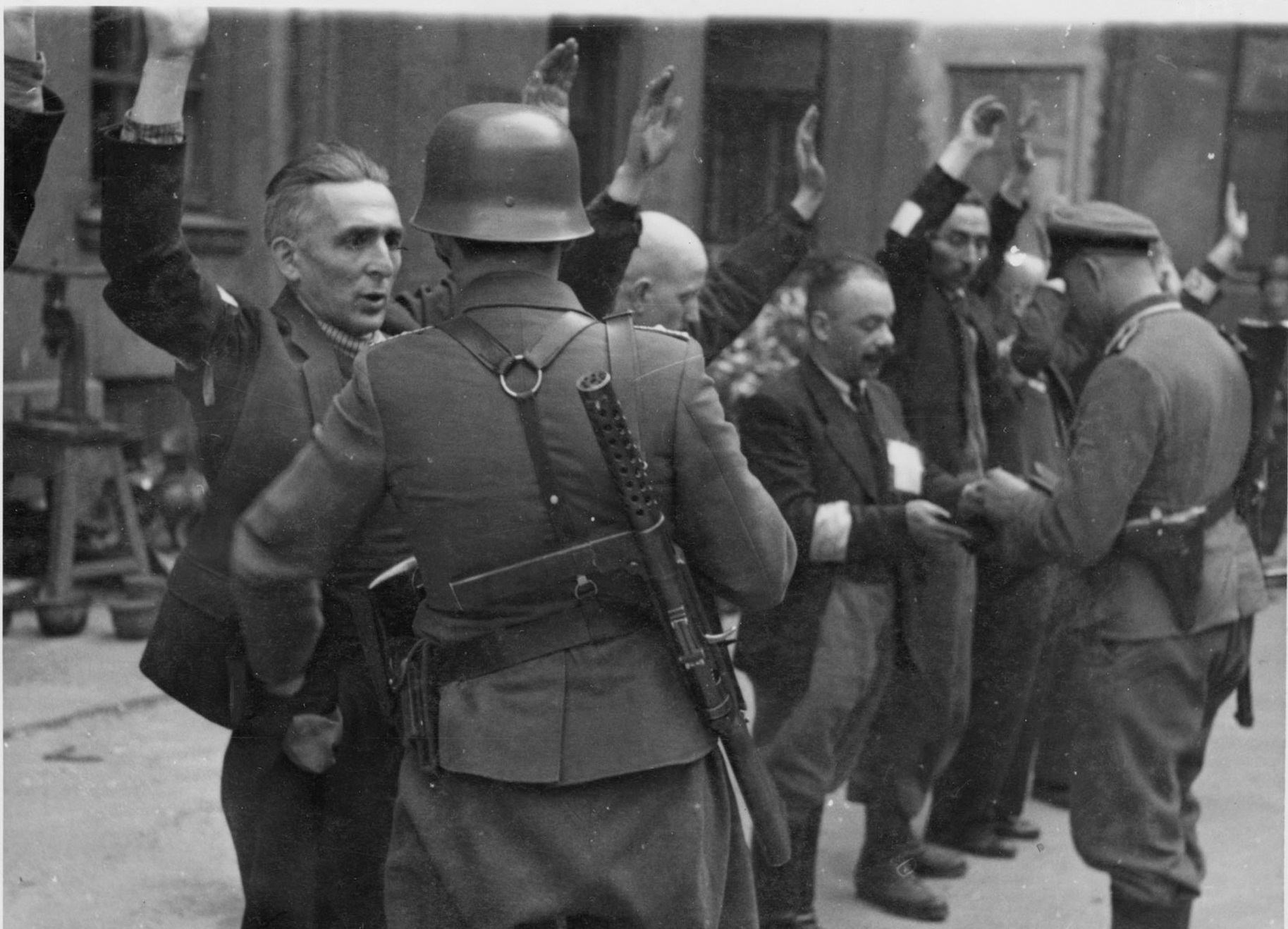
ワルシャワ・ゲットー蜂起の鎮圧に参加したSS隊員（1943年）

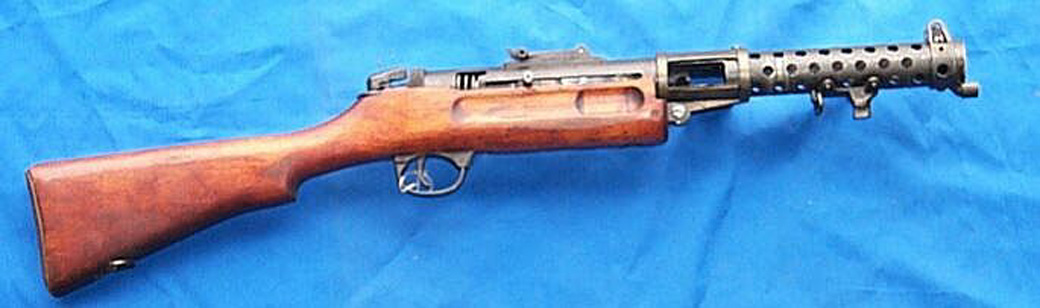
ランチェスター短機関銃

製造はハーネル社が担当した。本格的な生産が始まる前の1920年から1928年にかけて、シュマイザーは一連の改良に関する複数の特許の取得を行った。また、1925年にはヴァイマル共和国軍による非合法な試験を受けている。
ドイツ軍による制式採用は行われなかったが、第二次世界大戦勃発後、軍部とは別に独自の装備調達を行っていた警察や親衛隊（SS）において、短機関銃の需要を満たすべく調達が図られた。
グランチャコを巡るボリビアとパラグアイの領土問題に起因するチャコ戦争（1932年 - 1935年）では、短機関銃が広く使われた。MP28はボリビア軍とパラグアイ軍の双方が配備していた。そのほか、スペイン内戦（1936年 - 1939年）でも多用された。
販売実績の大部分は、ドイツ国内での販売ではなく外国への輸出が占めていた。そのため、標準的な9mmパラベラム弾仕様のほか、様々な口径のモデルが設計された。例えば、7.63x25mm弾、7.65x21mm弾、9x23mm弾、9x25mm弾、.45ACP弾などのモデルが存在した。ライセンスを購入し大量生産を行ったベルギーのピーパー社（Pieper）製のモデルも含め、南アフリカと南アメリカの一部の国、中国、日本、スペインなどが購入した。
ベルギーでは、M1934短機関銃（Mitrailette Modele 1934）として9x19mm仕様のモデルを採用していた。
イギリスでは、1940年代にMP28をコピーしたランチェスター短機関銃が設計された。早急な調達が求められていたため、セレクターの位置や着剣装置などの細部を除き、MP28の設計の大部分を踏襲していた。
スペインでは、M1929短機関銃（Subametralladora Modelo 1929）として、9x23mmラルゴ弾仕様のMP28のコピー銃を採用した。ランチェスター短機関銃と同様、マガジンハウジングは加工が容易な真鍮鋳造に改められていたほか、弾倉はMP28と互換性がなかった。オレンジを意味するナランヘロ（Naranjero）の通称でも呼ばれた。